# Murilo de Almeida
Murilo Ribeiro de Almeida (Presidente Prudente, 21 gennaio 1989) è un ex calciatore brasiliano naturalizzato est-timorese, di ruolo attaccante.